# Lebanon, Virginia
Lebanon är administrativ huvudort i Russell County i Virginia. Vid 2010 års folkräkning hade Lebanon 3 424 invånare.